# Winsor Harmon
 (août 2009).
Si vous disposez d'ouvrages ou d'articles de référence ou si vous connaissez des sites web de qualité traitant du thème abordé ici, merci de compléter l'article en donnant les références utiles à sa vérifiabilité et en les liant à la section « Notes et références ».
Winsor Dewey Harmon III est un acteur et chanteur de télévision américain né le 22 novembre 1963 à Crowley (Louisiane).